# 布達 (盧吉尼區)
51°10′14″N 28°35′44″E / 51.17056°N 28.59556°E
布達（烏克蘭語：Буда），是烏克蘭北部的村莊，隸屬日托米爾州的科羅斯滕區。該村始建於1895年，面積0.27平方公里，海拔高度172米，2001年人口22，人口密度每平方公里81.48人。